# Francisco Villagómez
Francisco Villagómez (Lima, siglo XVII-ib. 24 de junio de 1708) fue un sacerdote católico peruano, perteneciente a la Congregación del Oratorio de San Felipe Neri. Fue el fundador del beaterio de Nuestra Señora de Patrocinio, que todavía subsiste como iglesia y convento, en el actual distrito de Rímac, en Lima.

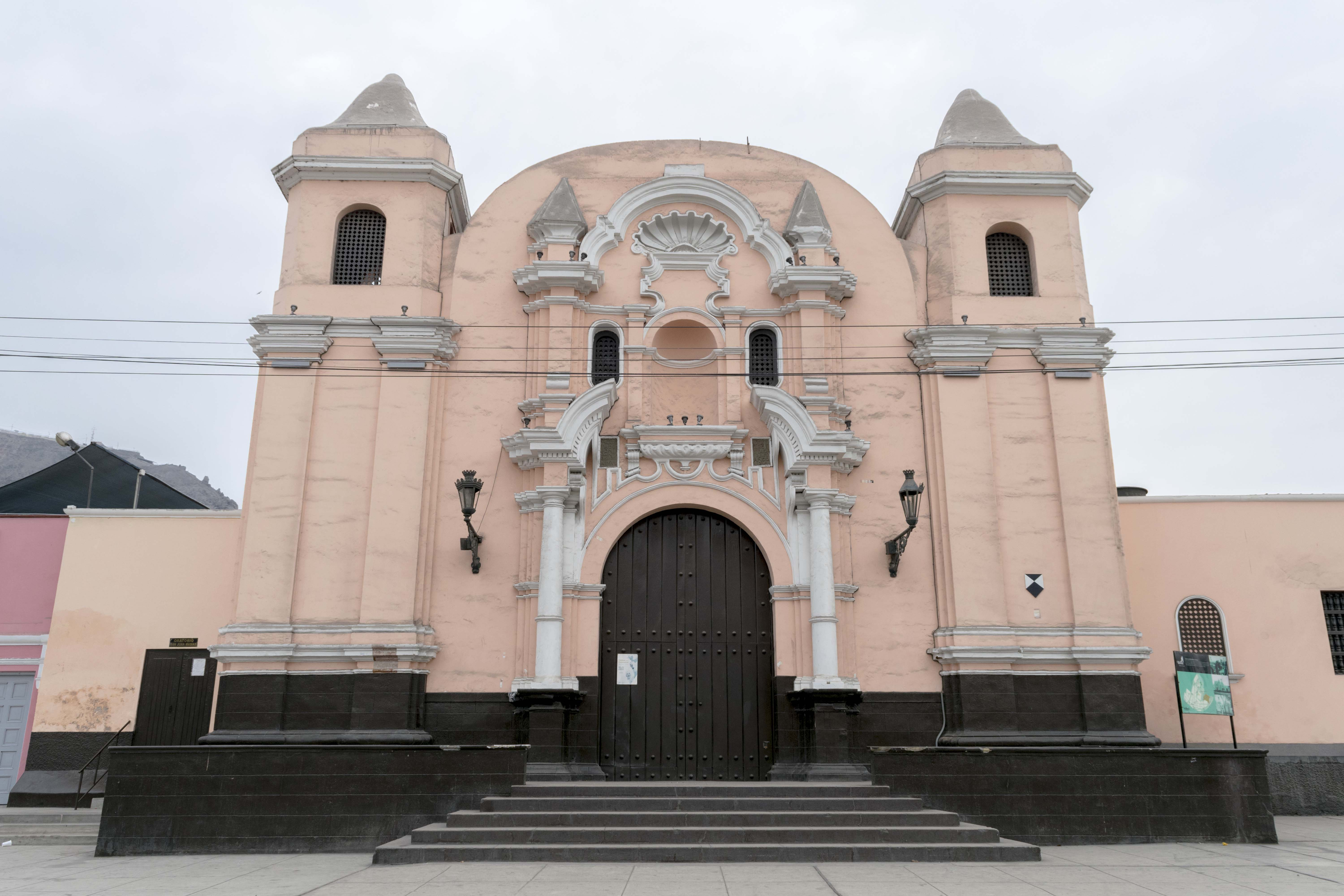
Iglesia de Nuestra Señora del Patrocinio

El beaterio surgió por iniciativa de unas señoras piadosas, tras el impacto que significó el terremoto de Lima de 1687. El padre Villagómez apoyó este deseo, donando un terreno de su propiedad. Y con el apoyo de algunas personas, costeó la construcción del templo y la casa de recogimiento, que quedó establecida el 4 de agosto de 1688 con renta competente. La casa acogió a algunas beatas, siguiendo la regla de la tercera orden de Santo Domingo.
Según la tradición, el sitio donde se elevó el beaterio, así como su huerta aledaña, fue el mismo lugar en que, unos setenta años atrás, había pasteado ganado menor el español Juan Masías, el mismo personaje que en 1622 tomó el hábito de la orden dominicana y que por sus virtudes mereció posteriormente ser beatificado y canonizado por la Iglesia.
El historiador Manuel de Mendiburu relata que en su época (años 1870) el beaterio todavía conservaba su renta, que se elevaba a dos mil pesos anuales proveniente del producto de varias fincas, y con la cual se mantenían el culto, el capellán y unas pocas beatas. En la sacristía de la iglesia se podía contemplar el retrato de su fundador.